# 汤米·雷蒙
汤米·雷蒙（英語：Tommy Ramone，1949年1月29日—2014年7月11日），原名汤姆·埃尔德伊（Tom Erdeyi），是美国雷蒙斯合唱團创始时期的鼓手。

## 生平
1949年1月29日，汤姆·埃尔德伊生于布达佩斯，出生时名为埃尔德伊·塔马斯（Erdelyi Tamas），父母是职业摄影师。1957年，他与全家移民美国，改名托马斯·埃尔德伊。在中学时，他与同学组建了一个叫做“橘子木偶”（Tangerine Puppets）的车库乐队，他担任吉他手。此后他在曼哈顿的普兰特录音室担任录音工程师。
他是雷蒙斯合唱團首张专辑的副制作人，此外他也担任了乐队接下来三张专辑的联合制作人。1977年《飞往俄罗斯的火箭》发行后，埃尔德伊离开乐队，从事制作工作。马克·贝尔（Marc Bell）代替他担任乐队鼓手，即马基·雷蒙（Marky Ramone）。
1985年，埃尔德伊为代替乐队（Replacements）制作了《蒂姆》（Tim），1987年为莱德·克罗斯（Redd Kross）制作了《神经症》（Neurotica）。他还与艾德·斯塔休姆（Ed Stasium）合作，制作了雷蒙斯合唱團1979年的现场专辑《活着》（It’s Alive）。1984年，他又为雷蒙斯合唱團制作了《太强悍死不了》（Too Tough to Die）。
2000年以后，埃尔德伊和长期伴侣克劳迪娅·蒂尔南（Claudia Tienan）组成了二人组“蒙克叔叔”（Uncle Monk），演奏蓝草音乐，并通过在自己的厂牌Airday推出了一张乐队同名专辑。
2014年7月11日，埃尔德伊在皇后区里奇伍德家中因胆管癌逝世。